# Etionamida
La etionamida es un medicamento descubierto en el año 1956 que pertenece al grupo de los antibióticos. Se emplea en el tratamiento de la tuberculosis resistente a otros fármacos, no se utiliza de forma aislada, sino en combinación con otros medicamentos. Es uno de los fármacos incluido en la lista de medicamentos esenciales de la Organización Mundial de la Salud.

## Farmacología
La etionamida pertenece al grupo farmacológico de las tioamidas que son derivados del ácido tioisonicotínico, esta emparentada químicamente con la protionamida. Se absorbe por vía oral y se distribuye en todos los tejidos del organismo, con una semivida en el plasma sanguíneo de entre 2 y 4 horas. Se elimina en forma de metabolitos a través de la orina. Posee una acción bactericida débil, su mecanismo de acción se base en producir un bloqueo en la síntesis del ácido micólico.

## Indicaciones
Tratamiento de la tuberculosis.

## Efectos secundarios
Como todos los medicamentos, puede provocar efectos secundarios, entre ellos molestias digestivas, somnolencia, mareo, dolor de cabeza y en ocasiones hepatitis o elevación de las enzimas hepáticas. Entre los efectos secundarios sobre el sistema endocrinológico, se ha detectado en ocasiones la aparición de ginecomastia, pérdida del cabello, acné, impotencia, ciclo menstrual irregular e hipotiroidismo.